# Szczecinki śródplecowe

Tułów muchówki z nadrodziny Muscoidea w widoku grzbietowym: szczecinki śródplecowe oznaczone dc

Szczecinki śródplecowe (łac. chaetae dorsocentrales) – rodzaj szczecinek występujący na tułowiu muchówek.
Szczecinki te są duże i silnie rozwinięte. Tworzą szereg usytuowany równolegle do szczecinek środkowych grzbietu, ale na zewnątrz od nich. Ciągną się przez całe śródplecze lub znajdują się tylko poza szwem poprzecznym.